# Smart (雑誌)
smart（スマート）は、宝島社が発売している男性向けファッション雑誌。1995年10月に創刊。毎月25日発売。

## 概要
1995年に創刊され、かつては隔週月曜発売の月2刊発行であったが、2004年3月号より月刊化となった。2000年代後半以降、バッグ、ペンケースなどの豪華付録グッズが毎月付属している。
2024年8月23日発売のsmart2024年10月号からは、テーマを「20代のスポーティな毎日に！」に刷新。若者世代のファッションとライフスタイル情報を発信している。
2020年以降、若い男性の最新ファッション・美容・カルチャーを扱う。スニーカーカルチャーやストリートのデイリーウェアをはじめ、スキンケアやコスメ、メイク方法などを解説している。
人気俳優やアーティストをはじめ、心と体を動かして健康なマインドを追求したい“リアルな新世代像”を追求するとしている。
雑誌の特集では、ストリートファッションをベースにしたスポーティやテック（機能的）なものを多く取り上げるほか、スニーカー、バッグ、美容、家電、インテリア、スポーツ、カルチャーなど、読者世代のライフスタイルに合わせた幅広いトピックを扱っている。
雑誌に初めてブランドとのコラボ付録をつけたのはsmart（2002年5月13日＆5月27日合併号）で、NIKE×F.C.R.B.のサッカーボール柄ビーチボールが付録だった。

## 主な掲載ブランド
- A BATHING APE®
- NEEDLES
- DIESEL
- STONE ISLAND
- C.P.COMPANY
- PALACE
- Maison MIHARA YASUHIRO
- HYSTERIC GLAMOUR
- PORTER
- POTR
- NIKE SPORTSWEAR
- adidas
- New Balance
- VANS
- SALOMON
- New Era
- ARC’TERYX
- TOMMY JEANS
- Carhartt WIP
- Marmot
- THE NORTH FACE
- NANGA

## 略歴
1989年に創刊し、“原宿カワイイカルチャー”の原点となった女性向けファッション誌「CUTiE（キューティー）」の男性読者に向けた特集ページ「BOY’S CUTiE（ボーイズ・キューティー）」が、「smart」の祖となっている。「BOY’S CUTiE」コーナーには、電気グルーヴ（1991年2月号）やチェッカーズ（1992年7月号）らも登場。
1995年10月に創刊。創刊号表紙にも「BOY’S CUTiE」のアイコンが掲載されている。かつては隔週月曜発売の月2刊発行であったが、2004年3月号より月刊化。
2002年5月13日＆5月27日合併号で、雑誌で初めてのブランドアイテム特別付録を実施する。以降、2000年代にはSupremeやSTUSSY、BAPE®、PORTER、NEIBORHOODなど、ストリートの大人気ブランドと数々の付録を開発。
2011年3月号から2012年1月号までの11号連続でAKB48の人気メンバーが表紙を独占しニュースとなる。
2016年に、公式サイト『smartWeb』を開設。
2024年6月25日に、『smart Web』のLINE公式アカウントを開設。

## 過去の表紙出演者

### 1990年代
- 窪塚洋介
- 浅野忠信
- ARATA
- 永瀬正敏
- 渋川清彦
- 伊勢谷友介
- 池内博之
- スチャダラパー
- 武田真治
- 鈴木一真

### 2000年代
- RIP SLYME

### 2010年代
- 佐々木希
- 大島優子
- 前田敦子
- THE RAMPAGE
- 山本彩

### 2020年代
- JO1
- INI
- BE:FIRST
- あの
- 田中みな実
- 阿部亮平（Snow Man）
- 渡辺翔太（Snow Man）
- 佐久間大介（Snow Man）
- 深澤辰哉（Snow Man）
- 生見愛瑠
- 斎藤飛鳥
- NiziU
- ME:I
- HANA
- 佐野勇斗（M!LK）
- 高橋文哉
- 結木滉星